# 「獻給錯過的你們」～AKB48全體總動員公演～
「獻給錯過的你們」～AKB48全體總動員公演～（日语：「見逃した君たちへ」～AKB48グループ全公演～）是日本組合AKB48在2011年5月24日至2011年6月12日於TOKYO DOME CITY HALL舉行的演唱會。

## 概要
2011年4月23日，AKB48在名古屋巨蛋舉行的《變成櫻花樹》全國發賣紀念握手會中宣佈在5月24日至6月12日期間於TOKYO DOME CITY HALL舉行演唱會，演唱歷代的AKB48劇場公演曲目。原本預定演出TeamK 6th Stage「RESET」的米澤瑠美由於身體不適缺席，由阿部マリア補上。在TeamK 2nd Stage「青春女孩」中，NMB48披露了23名第2期研究生。在向日葵組 1st Stage「我的太陽」中，戶賀崎智信發表成立Team 4的消息，成員分別是市川美織、大場美奈、島崎遙香、島田晴香、竹內美宥、永尾まりや、仲俁汐里、中村麻里子、山內鈴蘭和森杏奈。演唱會在北海道、宮城縣、東京都、神奈川縣、千葉縣、埼玉縣、茨城縣、靜岡縣、愛知縣、岐阜縣、石川縣、山梨縣、新潟縣、大阪府、京都府、奈良縣、岡山縣、廣島縣、香川縣和福岡縣的電影院同步直播。

## DVD
演唱會的DVD在2011年10月15日由AKS發行，分為特別BOX、通常盤 獻給錯過的你們 0524-0528、通常盤 獻給錯過的你們 05294-0602、通常盤 獻給錯過的你們 0603-0607和通常盤 獻給錯過的你們 0608-0612，總共五個版本。其中，特別BOX包含全部19場公演和其製作特輯，總共23張DVD，並且附贈19張不同公演造型的生寫真和42頁寫真集。其餘則各包含五場公演和其製作特輯，總共6張DVD和五張不同公演造型的生寫真。

## 曲目
| 舉行日期      | 公演名稱                             | 演出成員 |
| ------------- | ------------------------------------ | --- |
| 2011年5月24日 | TeamK 5th Stage「引體後空翻」        | 倉持明日香 松原夏海 秋元才加 梅田彩佳 大島優子 宮澤佐江 河西智美 小林香菜 佐藤夏希 近野莉菜 增田有華 大堀惠 野呂佳代 石田晴香 片山陽加 橫山由依                                 |
| 2011年5月25日 | TeamK 4th Stage「最終鐘聲鳴響」      | 秋元才加 梅田彩佳 大島優子 大堀惠 河西智美 小林香菜 佐藤夏希 野呂佳代 增田有華 松原夏海 宮澤佐江 倉持明日香 內田真由美 近野莉菜 大家志津香 石田晴香                             |
| 2011年5月26日 | 向日葵組 2nd Stage「不要讓夢想死去」 | 大家志津香 菊地あやか 佐藤亞美菜 小林香菜 仁藤萌乃 片山陽加 中田ちさと 小森美果 宮崎美穗 松原夏海 近野莉菜 松井咲子 平嶋夏海 藤江れいな 倉持明日香 多田愛佳                     |
| 2011年5月27日 | SDN48 1st Stage「誘惑的吊襪帶」      | 穐田和惠 今吉めぐみ 梅田悠 浦野一美 大河內美紗 甲斐田樹里 加藤雅美 河內麻沙美 小原春香 近藤沙耶香 佐藤由加理 芹那 陳屈 手束真知子 Nachu 西國原禮子 野呂佳代 畠山智妃 三ッ井裕美 |
| 2011年5月28日 | TeamA 2nd Stage「想見你」            | SKE48 Team KII： 赤枝里々奈 阿比留李帆 石田安奈 小木曾汐莉 加藤智子 後藤理沙子 佐藤聖羅 佐藤實繪子 高柳明音 秦佐和子 古川愛李 松本梨奈 向田茉夏 矢方美紀 山田澪花 若林倫香      |
| 2011年5月29日 | TeamB 3rd Stage「睡衣兜風」          | SKE48 Team E： 磯原杏華 上野圭澄 梅本まどか 金子栞 木本花音 小林亞實 酒井萌衣 柴田阿彌 高木由麻奈 竹內舞 都築里佳 中村優花 原望奈美 間野春香 山下ゆかり 山田惠里伽              |
| 2011年5月30日 | TeamA 5th Stage「戀愛禁止條例」      | 小嶋陽菜 大場美奈 高城亞樹 高橋みなみ 中田ちさと 前田敦子 板野友美 野中美鄉 藤江れいな 松井咲子 峯岸みなみ 北原里英 佐藤亞美菜 佐藤すみれ 宮崎美穗 佐藤由加理                   |
| 2011年5月31日 | TeamA 6th Stage「目擊者」            | 岩佐美咲 多田愛佳 大家志津香 片山陽加 倉持明日香 小嶋陽菜 指原莉乃 橫山由依 高城亞樹 高橋みなみ 仲川遙香 中田ちさと 仲谷明香 前田敦子 前田亞美 松原夏海                         |
| 2011年6月1日  | TeamK 6th Stage「RESET」             | 秋元才加 板野友美 內田真由美 梅田彩佳 大島優子 菊地あやか 田名部生來 中塚智實 仁藤萌乃 野中美郷 藤江れいな 松井咲子 峯岸みなみ 宮澤佐江 橫山由依 阿部マリア                     |
| 2011年6月2日  | TeamA 4th Stage「正在戀愛中」        | 小嶋陽菜 中田ちさと 高橋みなみ 前田敦子 板野友美 藤江れいな 峯岸みなみ 佐藤亞美菜 佐藤由加理 小原春香 近野莉菜 石田晴香 內田真由美 仁藤萌乃 大家志津香 中西優香                 |
| 2011年6月3日  | TeamB 4th Stage「偶像的黎明」        | 多田愛佳 片山陽加 指原莉乃 仲川遙香 仲谷明香 內田真由美 田名部生來 中塚智實 仁藤萌乃 米澤瑠美 柏木由紀 小森美果 平嶋夏海 渡邊麻友 浦野一美 小原春香                             |
| 2011年6月4日  | TeamA 3rd Stage「為了誰」            | NMB48 Team N： 小笠原茉由 門脇佳奈子 岸野里香 木下春奈 小谷里步 近藤里奈 篠原栞那 上西惠 白間美瑠 福本愛菜 松田栞 森彩華 山田菜々 山本彩 吉田朱里 渡邊美優紀                    |
| 2011年6月5日  | TeamK 2nd Stage「青春女孩」          | NMB48 Team N： 小笠原茉由 門脇佳奈子 岸野里香 木下春奈 小谷里步 近藤里奈 篠原栞那 上西惠 白間美瑠 福本愛菜 松田栞 森彩華 山田菜々 山本彩 吉田朱里 渡邊美優紀                    |
| 2011年6月6日  | 向日葵組 1st Stage「我的太陽」       | 阿部マリア 伊豆田莉奈 市川美織 入山杏奈 大場美奈 加藤玲奈 小林茉里奈 島崎遙香 島田晴香 竹内美宥 永尾まりや 仲俁汐里 中村麻里子 藤田奈那 山內鈴蘭 小嶋菜月                       |
| 2011年6月7日  | TeamK 3rd Stage「腦內天堂」          | 秋元才加 梅田彩佳 大島優子 大堀惠 河西智美 小林香菜 佐藤夏希 野呂佳代 增田有華 松原夏海 宮澤佐江 牛窪紗良 川榮李奈 森川彩香 名取稚菜 鈴木紫帆里                                 |
| 2011年6月8日  | TeamB 5th Stage「劇場的女神」        | 石田晴香 河西智美 柏木由紀 北原里英 小林香菜 小森美果 佐藤亞美菜 佐藤すみれ 佐藤夏希 鈴木まりや 近野莉菜 平嶋夏海 增田有華 宮崎美穗 渡邊麻友 山口菜有                           |
| 2011年6月10日 | TeamS 2nd Stage「手牽手」            | 大矢真那 小野晴香 加藤るみ 木崎ゆりあ 木下有希子 桑原みずき 須田亞香里 高田志織 出口陽 中西優香 平田璃香子 平松可奈子 松井珠理奈 松井玲奈 矢神久美 齋滕真木子                   |
| 2011年6月11日 | TeamS 3rd Stage「制服之芽」          | 大矢真那 小野晴香 加藤るみ 木崎ゆりあ 木下有希子 桑原みずき 須田亞香里 高田志織 出口陽 中西優香 平田璃香子 平松可奈子 松井珠理奈 松井玲奈 矢神久美 小林繪未梨                   |
| 2011年6月12日 | TeamA 1st Stage「PARTY開始了」       | 板野友美 小嶋陽菜 篠田麻里子 高橋みなみ 前田敦子 峯岸みなみ 佐藤由加理 浦野一美 平嶋夏海 大島優子 宮澤佐江 秋元才加 河西智美 梅田彩佳 增田有華 松原夏海                         |